# Pokoli rokonok
A Pokoli rokonok 2025-ben bemutatott magyar teleregény, amelyet Hámori Barbara alkotott, a horvát teleregény Kumovi (magyarul: Keresztapák) remake-je. A főbb szerepekben Dobó Kata, Árpa Attila, Pásztor Virág és Adányi Alex látható.
Az első részt 2025. január 2-án mutatta be az RTL.
2025 áprilisában berendelték a második évadot.

## Ismertető
A történet középpontjában egy fővárosi család áll, amely feladva gazdag és jómódú életét, kénytelen Pantallósra költözni.  

## Szereplők

### Főszereplők
| Szerep                 | Színész               | Leírás | Évad |
| ---------------------- | --------------------- | --- | ---- |
| Guba Enikő             | Dobó Kata             | Antal felesége, Lara és Olivér anyja. A történtek miatt alkoholista lesz.                                              | 1-   |
| Guba Antal "Tóni"      | Árpa Attila           | Egykori bankár, Enikő férje, Lara és Olivér apja. A fia sikkasztását magára vállalja.                                  | 1-   |
| Guba Lara              | Pásztor Virág         | Antal és Enikő lánya, Olivér húga.                                                                                     | 1-   |
| Guba Olivér            | Adányi Alex           | Antal és Enikő fia, Lara testvére. A Guba Bank egykori ügyvezetője, de egy baklövés miatt csődbe viszi. Zsófi barátja. | 1-   |
| Fejes István           | Szalma Tamás          | Pantallós leggazdagabb lakója. Johanna testvére, Laci és Tóni apja.                                                    | 1-   |
| Fejes Johanna          | Csoma Judit           | István testvére. | 1-   |
| Fejes Ilona            | Marjai Virág          | Laci felesége, Gabi és Alexa édesanyja.                                                                                | 1-   |
| Fejes László           | Juhász István         | István fia, Ilona férje, Gabi és Alexa apja. A családi benzinkutat viszi.                                              | 1-   |
| Fejes Gabriella "Gabi" | Sóvári-Fehér Anna     | Laci és Ilona nagyobbik lánya. Egyetemet végzett, de apjával a benzinkúton dolgozik. Szabi barátnője.                  | 1-   |
| Fejes Alexa            | Hack Dorka Zoé        | Laci és Ilona kisebbik lánya. Ravasz és pénzéhes.                                                                      | 1-   |
| Aczél Tihamér          | Bede-Fazekas Szabolcs | Angéla férje, Zsófi és Szabi apja. Pantallós polgármestere.                                                            | 1-   |
| Aczélné Winkler Angéla | Vanya Tímea           | Tihamér felesége, Zsófi és Szabi édesanyja. MLM szerű rendszerben fiatalító- és fogyasztó krémeket árul.               | 1-   |
| Dr. Aczél Zsófia       | Juhász Jázmin         | Tihamér és Angéla lánya, Szabi nővére. Pantallós orvosa. Olivér barátnője.                                             | 1-   |
| Aczél Szabolcs         | Nagy Botond           | Tihamér és Angéla fia, Zsófi öccse. Gabi barátja.                                                                      | 1-   |
| Aczél Dezső "Tata"     | Magyar Attila         | Tihamér édesapja, Szabi és Zsófi nagyapja. Meglehetősen szenilis öregúr, Pantallós egyik legidősebb lakója.            | 1-   |
| Farkas Magdolna "Dusi" | Ullmann Mónika        | A helyi fogadó tulajdonosa, Zalán édesanyja.                                                                           | 1-   |
| Farkas Zalán           | Varga Ádám            | Dusi fia, a kocsma pincérje, sírköves.                                                                                 | 1-   |

### Mellékszereplők
| Szerep                | Színész           | Leírás                                                          | Évad |
| --------------------- | ----------------- | --------------------------------------------------------------- | ---- |
| Turi Géza             | Beleznay Endre    | Önkormányzati dolgozó, a fogadó egyik törzsvendége.             | 1-   |
| Búzás Pál             | Katona László     | A Fejes család ügyvédje.                                        | 1-   |
| Fekete Fruzsina       | Domokos Éva Lili  | A polgármester titkárnője.                                      | 1-   |
| Fekete Cintia         | László Lili       | Világutazó, Zsófi legjobb barátnője, Fruzsina testvére.         | 1-   |
| Kalocsai Gyuri        | Szentiványi Zsolt | Tömpösi Étterem-tulajdonosa.                                    | 1-   |
| Fazekas Ernő          | Janicsek Péter    | Rendőrkapitány.                                                 | 1-   |
| Gyurkó Levente        | Borbély Richárd   | Rendőr.                                                         | 1-   |
| Németh Győző          | Konfár Erik       | Helyi termelő.                                                  | 1-   |
| Feri                  | Harna Péter       | Helyi munkanélküli.                                             | 1-   |
| Seres Csaba           | Urbán Richárd     | Benzinkúti dolgozó.                                             | 1-   |
| Rozsos Patrik “Rokkó” | Lukács Dániel     | Pincér a Tömpösi étteremben. Később Lara barátja.               | 1-   |
| Németh Szandra        | Földes Eszter     | Győző felesége.                                                 | 1-   |
| Kovalik Károly        | Hujber Ferenc     | Bankigazgató, aki akkumulátorgyárat akar építtetni Pantallósra. | 1-   |
| Nóra                  | Gubík Ági         | Pali volt felesége.                                             | 1-   |
| Jázmin                | Gáspárfalvi Dorka | Pultos Tömpösön, Csabi barátnője.                               | 1-   |

### További szereplők
- Ádok Péter – hamisító
- Alberti Zsófi – nővérke
- Borovics Tamás – rendőr az országúton
- Czakó Alexandra – pultoslány
- Csonka András – orvos
- Darvasi Áron – Kristóf ismerőse
- Domokos Zsolt – szállító
- Dzsupin Ibolya – Rozina
- Faragó András – szlovák rendőrkapitány
- Farkas Dénes – genetikai szakértő
- Fekete Györgyi – Piroska
- Gere Dénes – ittas vendég
- Gombos Krisztián – Maxi
- Gula Péter – tréleres
- Inotay Ákos – temetkezési vállalkozó
- Jankovics Anna – Tata barátnője
- Kardffy Aisha – Niki
- Katkó Ferenc – áramszolgáltató embere
- Király Péter – behajtó
- Mészáros András – főnyomozó
- Molnár Gusztáv – Kálmán
- Nagy Enikő – Karola
- Németh Kristóf – dr. Báthonyi
- Őze Áron – belsőépítész
- Pál András – Botond
- Pataki Szilvia – pszichiáter
- Papadimitriu Athina – Diána
- Pavletits Béla – sürgősségi orvos
- Petrik Andrea – nővér
- Quintus Konrád – Sándor atya
- Rák Kati – ápolónő
- Sarádi Zsolt – jóvágású szomszéd
- Som-Balogh Edina – külföldi nő
- Szalay Bence – Kristóf
- Szatmári Attila – újságíró
- Szellő István – önmaga
- Szikszai Rémusz – Lóránt
- Szívós László – kórházi biztonsági őr
- Sztárek Andrea – pomázi néni
- Tóth Máté – fő kommandós
- Törköly Levente – szlovák rendőr
- Trencsényi Ádám – rádiós műsorvezető
- Tzafetás Benjámin – Egészségügyi ellenőr
- Ujlaki Dénes – Pista
- Vadász Gábor – Dharma
- Venczli Zóra – Aranyosi Gréti

## Évadok
| Évad | Évad | Részek száma | Részek száma | Eredeti sugárzás | Eredeti sugárzás | Eredeti adó |
| Évad | Évad | Részek száma | Részek száma | Évadbemutató     | Évadzáró         | Eredeti adó |
| ---- | ---- | ------------ | ------------ | ---------------- | ---------------- | ----------- |
|      | 1.   | 85           | 85           | 2025. január 2.  | 2025. május 2.   |             |
|      | 2.   | n/a          | n/a          | n. a.            | n. a.            |             |

## A sorozat készítése
A sorozatot 2024. június 20-án jelentette be az RTL. Ezzel együtt kiderült az is, hogy Dobó Kata lesz az egyik főszereplő. Július 8-án bejelentették, hogy Árpa Attila is csatlakozott a szereplőkhöz. Július 23-án kiderült, hogy Pásztor Virág és Adányi Alex is játszik majd a sorozatban.

### Forgatás
A forgatás egy III. kerületi stúdióban zajlott. A forgatás előkészülete kilenc hónapig tartott. A benzinkúti részeket Szigetszentmártonon vették fel.

## Érdekességek
- Az Aczél család polcán láthatóak és a Tata is olvasta egy jelentben a Dallas (televíziós sorozat, 1978)[8] könyv változatát, utalva ezzel a Rómeó és Júlia szálra, ami a Pokoli rokonok alapja is, tisztelegve ezzel a világhírű sorozat előtt. Enikő alkohol kedvelő karaktere is Samantháéhoz hasonlatos.
- A sorozatban többször is megemlítik a Sztárboxot, az RTL ökölvívó-gálaműsorát.
- Az 1. évad 3. részében Fejes István gúnyosan Pitykének nevezi Fazekas Ernő rendőrkapitányt, utalva ezzel az őt megformáló Janicsek Péter korábbi karakterére a Keresztanyu című sorozatban. 
  - Az 1. évad 33. részében Sándor atya azt kiáltja, "Hol a keresztanyu... keresztanya?", amivel szintén a Keresztanyura utal.
- Az 1. évad 8. részében Fejes Johanna a Drága örökösök – A visszatérés egyik részét nézi a tévében, és meg is említi a sorozat főszereplőjének, Szappanos Tibornak a nevét.
- Vanya Tímea elmondása szerint Angéla karakterét az Egy rém rendes család Peggy Bundyja és a Szomszédok Janka nénije ihlette, és az ő ismertebb tulajdonságaikat ötvözi külsőben és viselkedésben.
- Az 1. évad 74. részében Enikő gúnyosan a "szerelemszakértő Mr. Nagy Ő"-nek nevezi Tónit, utalva ezzel Árpa Attila szereplésére a TV2 A Nagy Ő című valóságshowjában.